# Fiat AS.8

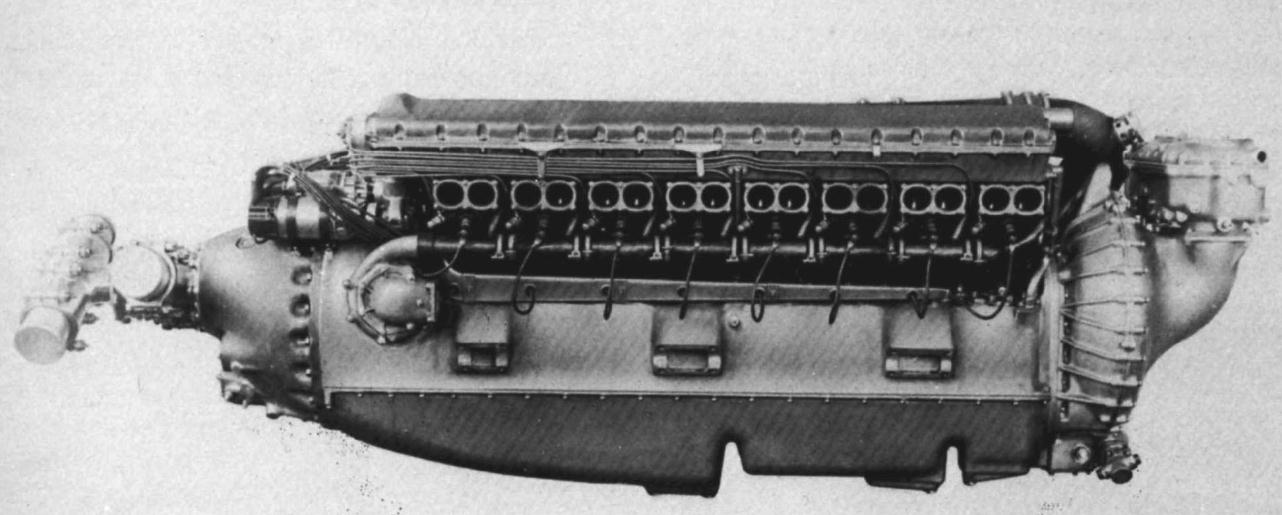
Fiat AS.8

Das italienische Flugtriebwerk Fiat AS.8 war ein Kolbenmotor mit 16 Zylindern.

## Geschichte
Der italienische Konzern Fiat plante in den 1930er Jahren, den Geschwindigkeitsweltrekord für Flugzeuge weiter in Italien zu behalten. Am 23. Oktober 1934 erreichte der Pilot Francesco Agello über dem Gardasee mit 709,202 km/h (440,678 mph) einen Geschwindigkeitsweltrekord für Flugzeuge auf. Das dafür eingesetzte Wasserflugzeug Macchi-Castoldi M.C.72 mit dem komplexen Rennmotor Fiat AS.6 war am Ende seiner Entwicklungsmöglichkeiten angelangt. Weitere Geschwindigkeitssteigerungen bis über 800 km/h sollten durch das neu entworfene Landflugzeug CMASA C.S.15 zusammen mit dem neuen Triebwerk Fiat AS.8 erreicht werden. 1939 schraubten die deutschen Rekordflugzeuge Heinkel He 100 und Messerschmitt Me 209 den Rekord über 746,61 km/h auf 755,138 km/h hoch – immer noch deutlich weniger als die prognostizierte Geschwindigkeit des italienischen Projekts. Dementsprechend wurde die Entwicklung des Flugzeugs und des Triebwerks auch nach dem Kriegseintritt Italiens 1940 fortgeführt, kam dann aber bis 1943 zum Erliegen. Die Anzahl der gebauten Triebwerke ist nicht bekannt.

## Konstruktion

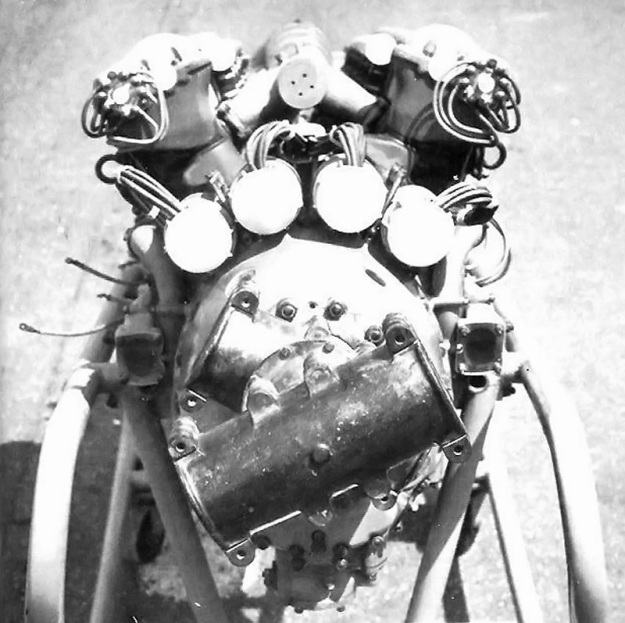
Frontansicht mit den zwei Propellernaben

### Entwicklungsziele
Das Triebwerk fußte auf den Erkenntnissen, die mit dem Rennmotor Fiat AS.6 gewonnen wurden, war aber eine komplette Neukonstruktion. Die Entwicklungsziele blieben im Wesentlichen gleich.

#### Minimierung der Stirnfläche
Die Nebenaggregate Fallstromvergaser und Lader waren hinter dem Motor angeordnet, um die schlanke Silhouette des V-Motors nicht zu beeinträchtigen. Der Zylinderwinkel betrug nur 45° – beim Fiat AS.6 waren es noch 60°. Die vier Magnetzünder befanden sich über dem Reduktionsgetriebe für die zwei gegenläufigen Zweiblattpropeller.
Die Öl- und Wasserkühler am Flugzeug waren als Oberflächenkühler ausgeführt.

#### Ausgleich der freien Momente
Die Kurbelwelle trieb die beiden gegenläufigen Propeller über ein Reduktionsgetriebe mit einer Untersetzung von 1 zu 0,6 an. Damit entfiel der Ausgleich der Massenmomente wie beim Fiat AS.6 mit zwei gegenläufigen Kurbelwellen weitgehend, aber die Propellerdrehmomente waren neutralisiert. Die gesamte Konstruktion war damit leichter und weniger komplex.

#### Maximierung der Leistungsausbeute
Das Triebwerk war dem Stand der Technik entsprechend aufgebaut: zwei Einlass- und zwei Auslassventile pro Zylinder, natriumgefüllte Auslaßventile und mechanische Aufladung. Zusätzlich sollten die Verbrennungsabgase zum Gesamtschub beitragen. Die maximale Leistung von 2.500 PS wurde bei einer vergleichsweise hohen Drehzahl von 3.200 min−1 erreicht – die wiederum durch die relativ kleinen Einzelhubräume der 16 Zylinder ermöglicht wurde.

### Technische Ausführung
Die Kurbelwelle des Triebwerks war neunfach gelagert. Die 64 Ventile wurden von 4 Nockenwellen betätigt – zwei für jede Zylinderreihe. Das Reduktionsgetriebe mit 2 koaxialen Ausgangswellen nahm Entwicklungen des Rolls-Royce Griffon und Pratt & Whitney R-4360 vorweg, die zum Kriegsende ebenfalls mit koaxial gegenläufigen Propellern ausgerüstet wurden.

## Technische Daten

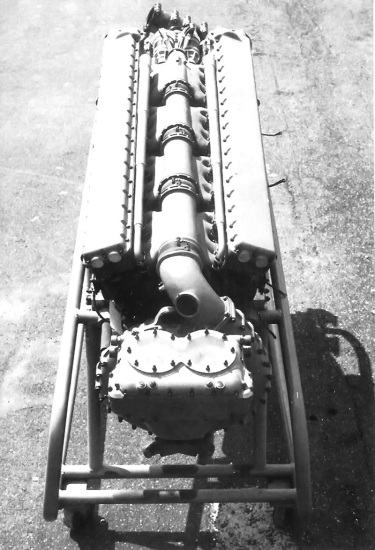
Rückseite des Triebwerks

| Kenngröße    | Daten des AS.8                                       |
| ------------ | ---------------------------------------------------- |
| Bauart       | 16-Zylinder-V-Motor (45°), vier Ventile pro Zylinder |
| Bohrung      | 140 mm                                               |
| Hub          | 140 mm                                               |
| Hubraum      | 34,482 L                                             |
| Verdichtung  | 6,5:1                                                |
| Lader        | einstufiger Zentrifugallader, Ladedruck bis 1,8 bar  |
| Leistung     | 2.500 PS (ca. 1.800 kW) bei 3200 min−1               |
| Trockenmasse | 790 kg                                               |

## Erhaltene Triebwerke
Ein komplettes Triebwerk Fiat AS.8 ist im Italienischen Luftfahrtmuseum Vigna di Valle ausgestellt. Das Centro Storico Fiat in Turin besitzt ein weiteres Triebwerk.